# Midori Itō
Pour les articles homonymes, voir Ito.
Midori Itō (伊藤 みどり), née à Nagoya (préfecture d'Aichi) le 13 août 1969, est une patineuse artistique japonaise. Elle est la première femme à avoir atterri un triple Axel en compétition. Elle a été championne du monde en 1989 et vice-championne olympique en 1992.

## Biographie

### Carrière sportive
Midori Ito avait déjà fait sensation aux Jeux olympiques de Calgary en 1988. Dès le programme court, elle réussit une magistrale combinaison double boucle/triple boucle, complètement inédite à l'époque. Lors du programme libre, elle réussit un programme sans faute avec 7 triples sauts, dont deux triples salchow dont l'un en suite de saut avec double axel, et une combinaison triple boucle piqué/triple boucle piqué.
L'année suivante, au championnat du monde à Paris en 1989, elle réédite un programme avec 7 triples sauts mais avec le triple axel. Elle est la première femme à le réussir. Seule quelques femmes réussirent ce saut en compétition, mais Midori Ito est sans doute la seule patineuse à le réussir avec une telle régularité et une telle amplitude.
Lors des Jeux olympiques d'Albertville, elle chuta sur le triple lutz de la combinaison de saut dans le programme court. Dans le programme libre, elle ne fit que double lutz qu'elle enchaîna avec triple boucle piqué. Elle chuta ensuite sur le triple axel, mais elle le retenta et le réussit d'une manière magistrale en fin de programme. Si Mao Asada, la championne du monde 2008 est la seule patineuse à avoir réussi deux triples axel dans un programme, Midori Ito est la seule à en avoir réussi en fin de programme.

### Reconversion
Midori Ito arrête la compétition amateur après les jeux d'Albertville, et réussit encore des prouesses dans les compétitions professionnelles. Elle tente un retour en 1996 mais celui-ci est un échec.

## Palmarès
| Compétitions principales      | 1981    | 1982    | 1983    | 1984    | 1985    | 1986    | 1987    | 1988    | 1989    | 1990    | 1991    | 1992    | ... | 1996    |  |  |
| Jeux olympiques d'hiver       |         |         |         |         |         |         |         | 5e      |         |         |         | 2e      |     |         |  |  |
| Championnats du monde         |         |         |         | 7e      | F       | 11e     | 8e      | 6e      | 1re     | 2e      | 4e      |         |     | 7e      |  |  |
| Championnats du Japon         | 3e      |         |         | 2e      | 1re     | 1re     | 1re     | 1re     | 1re     | 1re     | 1re     | 1re     |     | 1re     |  |  |
| Championnats du monde juniors | 8e      | 6e      |         | 3e      |         |         |         |         |         |         |         |         |     |         |  |  |
|                               |         |         |         |         |         |         |         |         |         |         |         |         |     |         |  |  |
| Autres compétitions           | 1980/81 | 1981/82 | 1982/83 | 1983/84 | 1984/85 | 1985/86 | 1986/87 | 1987/88 | 1988/89 | 1989/90 | 1990/91 | 1991/92 | ... | 1995/96 |  |  |
| Skate America                 |         |         |         |         |         |         |         |         | 2e      |         | 2e      |         |     |         |  |  |
| Skate Canada                  |         |         |         |         | 1re     |         |         |         |         |         |         |         |     |         |  |  |
| Coupe d'Allemagne             |         |         |         |         |         |         |         | 1re     |         |         |         |         |     |         |  |  |
| Trophée de France             |         |         |         |         |         |         |         |         |         |         |         | 1re     |     |         |  |  |
| Trophée NHK                   |         |         |         |         | 1re     | 1re     | 2e      | 2e      | 1re     | 1re     | 1re     | 1re     |     |         |  |  |
|                               |         |         |         |         |         |         |         |         |         |         |         |         |     |         |  |  |